# Котонвуд (Тексас)
Котонвуд (енгл. Cottonwood) град је у америчкој савезној држави Тексас. По попису становништва из 2010. у њему је живело 185 становника.

## Демографија
Према попису становништва из 2010. у граду је живело 185 становника, што је 4 (2,2%) становника више него 2000. године.
| Група             | 2000.       | 2010.       |
| Белци             | 173 (95,6%) | 166 (89,7%) |
| Афроамериканци    | 2 (1,1%)    | 7 (3,8%)    |
| Азијати           | 0 (0,0%)    | 0 (0,0%)    |
| Хиспаноамериканци | 5 (2,8%)    | 11 (5,9%)   |
| Укупно            | 181         | 185         |